# Viktor Heißler
Viktor Johann Heißler (auch Heiszler und Heissler; * 26. November 1901 in Lobnig, Mähren; † 23. Mai 1966 in Hannover) war ein deutscher Ingenieur und Hochschullehrer.

## Leben
Heißler legte 1933 an der Deutschen Technischen Hochschule Brünn seine Zweite Staatsprüfung für Vermessungsingenieurwesen ab. 1935 wurde er dort Assistent, 1940 erhielt er dort einen Lehrauftrag. Am 9. Juni 1939 beantragte er die Aufnahme in die NSDAP und wurde rückwirkend zum 1. April desselben Jahres aufgenommen (Mitgliedsnummer 7.058.561). Im Jahr 1943 wurde er Vermessungsoberkommissär bei der Landesbehörde.
In den Jahren 1945 bis 1948 war Heißler Assistent am Geodätischen Institut der Technischen Hochschule Hannover und wurde dort 1949 zum Dr.-Ing. promoviert. Im Jahr 1952 erhielt er einen Lehrauftrag an der Universität Göttingen. Schließlich habilitierte er sich 1953 an der TH Hannover für Kartographie, Topographie und Photogrammetrie.
1957 wurde die Abteilung für Topographie und Kartographie am Geodätischen Institut der TH Hannover unter Heißlers Leitung eingerichtet, der deshalb zum außerordentlichen Professor berufen wurde. 1963 wurde die Abteilung in den selbständigen Lehrstuhl für Topographie und Kartographie umgewandelt, den Heißler bis zu seinem Tod innehatte.